# Millicent Garrett Fawcett

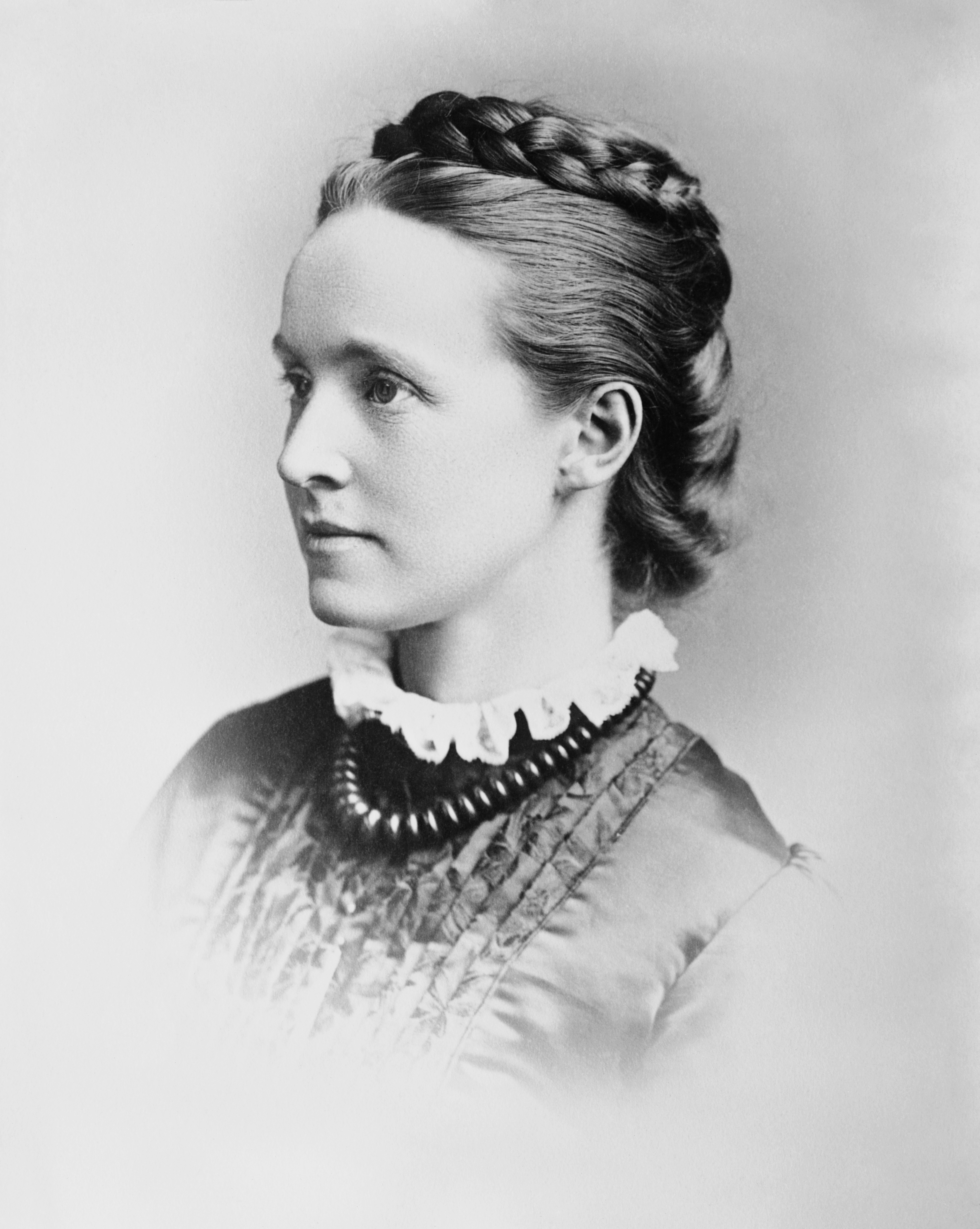
Millicent Garrett Fawcett
(als junge Frau)

Dame Millicent Garrett Fawcett, GBE (* 11. Juni 1847 in Aldeburgh, Suffolk; † 5. August 1929 in London), war eine britische Frauenrechtlerin. Bekannt wurde sie insbesondere als Anführerin der Frauenwahlrechtsbewegung.

## Leben
Millicent Garrett stammte aus einer wohlhabenden, politisch sehr aktiven Familie. Ihre Eltern, Newson Garrett und Louise Dunnell, besaßen ein erfolgreiches Unternehmen und konnten es sich leisten, allen ihren Kindern (auch den Töchtern) eine gute Bildung zukommen zu lassen.
Als Millicent 12 Jahre alt war, ging ihre ältere Schwester, Elizabeth Garrett Anderson, nach London, um sich den Zugang zum Medizinstudium zu erkämpfen. Während eines Besuchs bei Elizabeth lernte Millicent 1865 John Stuart Mill kennen. J. S. Mill machte sie mit weiteren Aktivisten für das Frauenwahlrecht bekannt, darunter auch der radikale Abgeordnete Henry Fawcett, mit dem ihre Schwester Elizabeth verlobt war. Als Elizabeth ihren Beschluss fasste, doch nicht heiraten zu wollen, sondern sich ganz ihrem Medizinstudium zu widmen, heirateten Millicent und Henry, die eine gute Freundschaft verbunden hatte, im Jahr 1867.
Henry Fawcett war ein liberaler Abgeordneter, Professor für politische Ökonomie und Kämpfer für das Frauenwahlrecht. Millicent unterstützte ihn bei seiner Arbeit, denn er war erblindet. Er war es aber auch, der sie ermutigte, ihre eigene publizistische Karriere zu verfolgen. 1868 kam ihre Tochter, Philippa Fawcett, zur Welt, die später ebenfalls politisch auffiel.

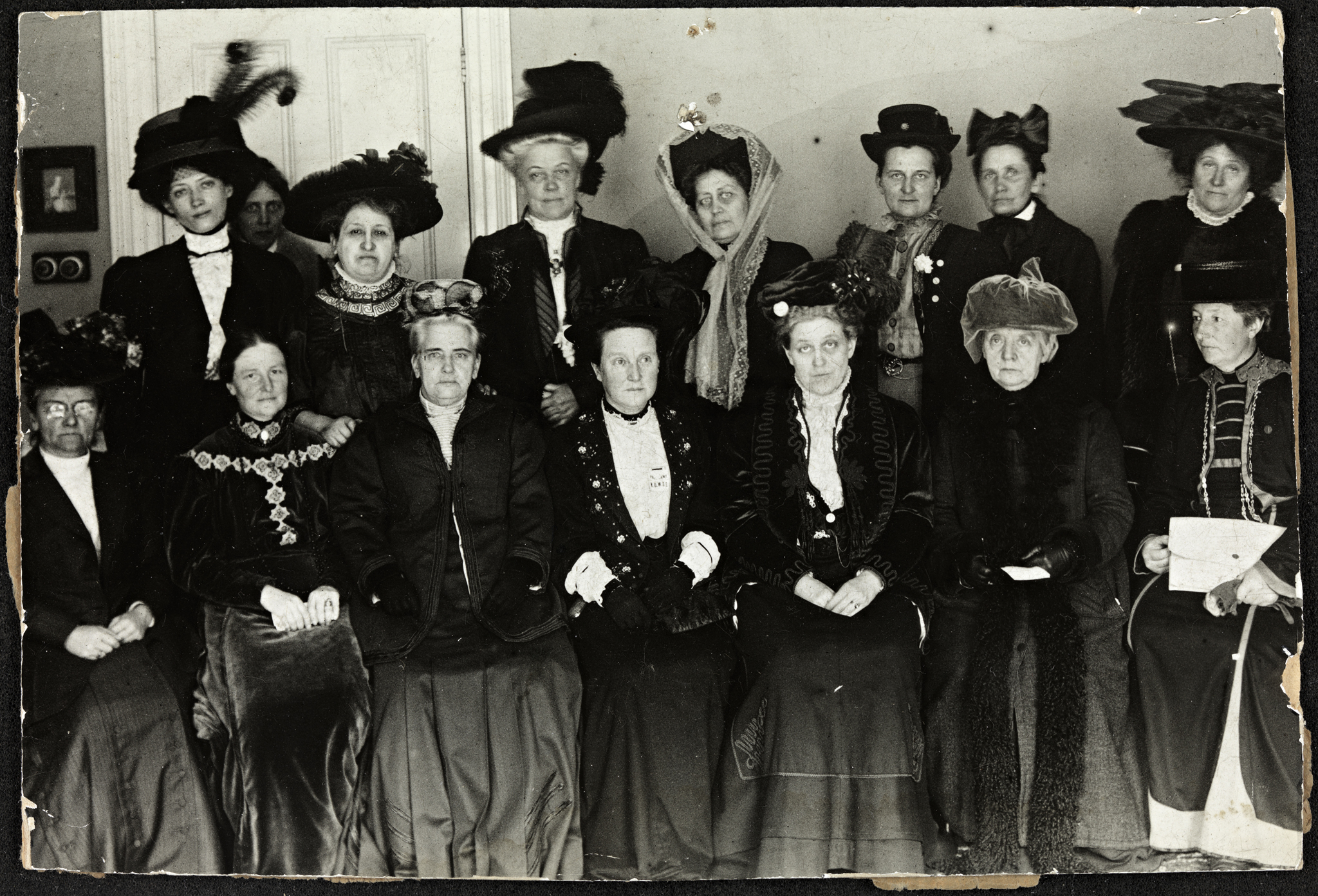
Millicent Fawcett (4. von links in erster Reihe) als Vorsitzende der 5. Internationalen Stimmrechtskonferenz 1909 in London

Millicent schrieb nicht nur politische Artikel, sondern auch über ökonomische Themen. Die Titel ihrer ersten beiden Bücher lauteten Political Economy for Beginners und Political Tales in Economy. 1868 trat sie in das London Suffrage Committee ein. Sie hielt nicht gerne Reden in der Öffentlichkeit, hatte jedoch ein überdurchschnittliches Organisationstalent.
Bereits in den 1870er Jahren war Millicent eine der führenden Figuren der englischen Frauenwahlrechtsbewegung. 1884 starb Henry Fawcett an den Folgen einer Diphtherie. Von nun an konzentrierte sich Millicent Garrett Fawcett ausschließlich auf ihre eigene politische Karriere. 1890 wurde sie nach dem Tod Lydia Beckers zur Präsidentin der National Union of Women’s Suffrage Societies (NUWSS), des britischen Dachverbands der Frauenwahlrechtsbewegung, gewählt. Sie behielt diesen Posten bis 1919, ein Jahr nach der Einführung des Frauenwahlrechts in Großbritannien. Nach 1919 gab sie die Leitung der NUWSS ab und zog sich ins Privatleben zurück. Trotzdem militierte sie weiter für die Gleichberechtigung, insbesondere in den Rechtswissenschaften. Sie reiste viel und schrieb zahlreiche Bücher, darunter eine Biographie über Josephine Butler.
Millicent Fawcett starb am 5. August 1929 im Alter von 82 Jahren in London. Sie wurde im Golders Green Crematorium in London eingeäschert, wo sich auch ihre Asche befindet.

## Politische Aktivität

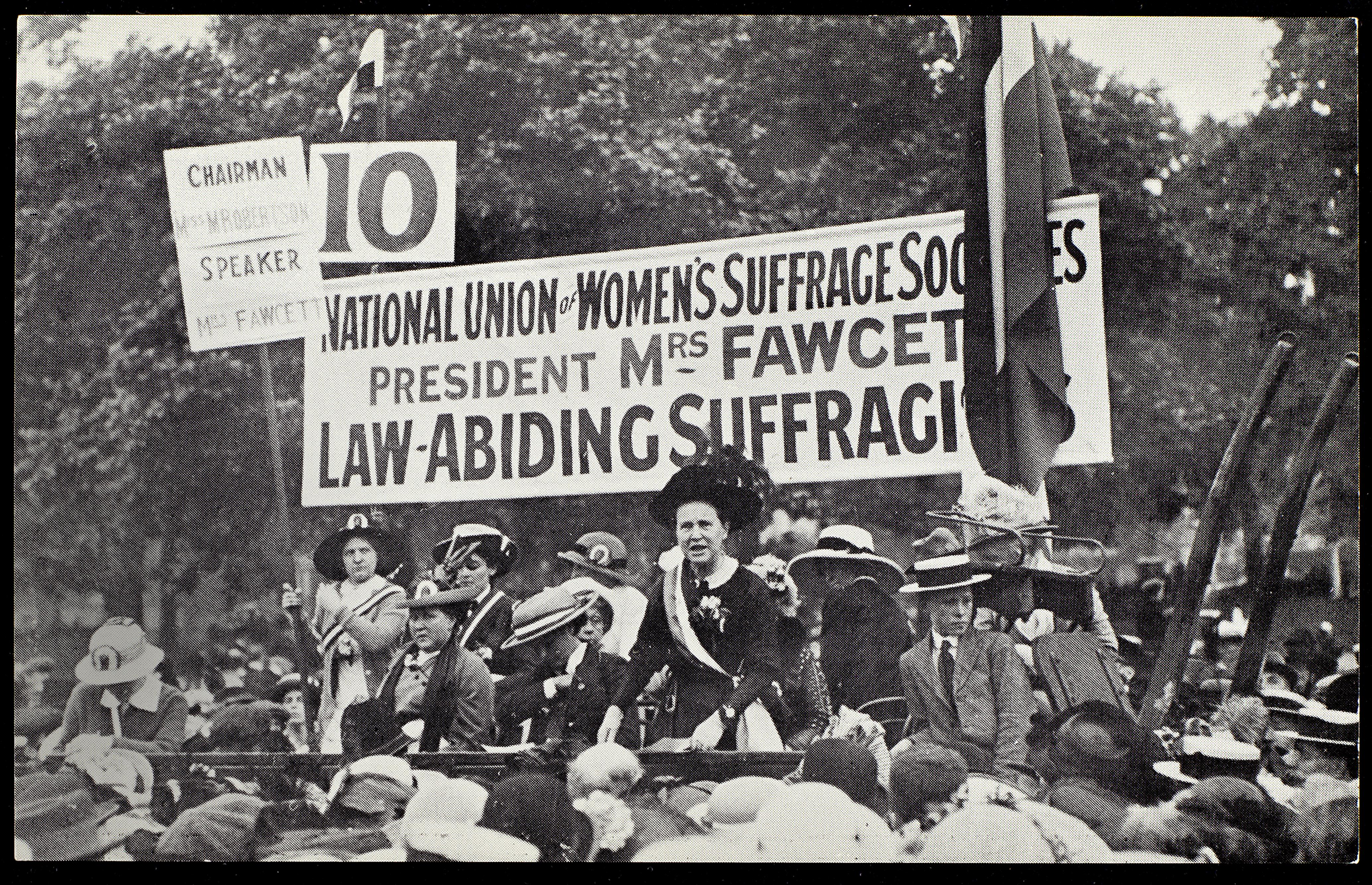
Millicent Fawcetts Ansprache bei Demonstration am 26. Juli 1913 im Hyde Park

Millicent Garrett Fawcett war eine moderate Frauenrechtlerin. Sie distanzierte die NUWSS klar von der von Emmeline Pankhurst und deren Töchtern geführten radikalen Organisation Women’s Social and Political Union (WSPU), die durch ihre spektakulären und nicht immer legalen Aktionen auffiel. Zwar bewunderte sie die Pankhursts und ihre Anhänger(innen) für deren Mut, sie befürchtete jedoch, dass die Frauenrechtsbewegung durch ihre Aktionen an Sympathie verlieren könnte.
Millicent Garrett Fawcett wählte den gewaltlosen Weg. Sie war davon überzeugt, dass zwischen Männern und Frauen nicht unbedingt ein Interessenkonflikt bestehen müsse: Beide Geschlechter könnten ihrer Meinung nach durch das Frauenwahlrecht viel gewinnen.
Unter ihrer Leitung unterstützte die NUWSS nicht nur den Kampf für das Frauenstimmrecht, sondern setzte sich auch für andere Themen ein. Besonders am Herzen lag Millicent Garrett Fawcett die Bildung und Ausbildung von Mädchen und Frauen. Daneben unterstützte sie auch Josephine Butler in deren Kampf gegen die Contagious Diseases Acts, die allein Prostituierte für Geschlechtskrankheiten verantwortlich machten, ihre männlichen Klienten aber unbehelligt ließen. Sie unterstützte außerdem Clementina Black, die sich für den Schutz der Frauen in der Industrie und gerechte Löhne für Frauen einsetzte.
Obwohl sie sich für einen gewaltlosen Aktionismus innerhalb der Frauenbewegung starkmachte, war Millicent Garrett Fawcett keine Pazifistin. Während des Ersten Weltkrieges gab sie den Interessen der Nation den Vorrang vor den Interessen der Frauen.

## Ehrungen und Andenken
- 1925 wurde ihr der Order of the British Empire in der höchsten Stufe Dame Grand Cross verliehen.
- Zum Andenken an den 100. Jahrestag der Gewährung des Frauenwahlrechts wurde 2018 eine Statue der Millicent Fawcett am Parliament Square in London aufgestellt.[1]

## Werke
- 1870: Political Economy for Beginners.   text online.
- 1872: Essays and Lectures on social and political subjects (zusammen mit Henry Fawcett). text online.
- 1874: Tales in Political Economy. text online.
- 1875: Janet Doncaster. Roman
- 1889: Some Eminent Women of our Times: short biographical sketches. text online.
- 1895: Life of Her Majesty, Queen Victoria. online.
- 1901: Life of the Right Hon. Sir William Molesworth. online.
- 1905: Five Famous French Women.  online.
- 1912: Women’s Suffrage : a Short History of a Great Movement. ISBN 0-9542632-4-3. online.
- 1920: The Women’s Victory and After: Personal reminiscences, 1911–1918. online.
- 1924: What I Remember (Pioneers of the Woman’s Movement). ISBN 0-88355-261-2.
- 1927: Josephine Butler: her work and principles and their meaning for the twentieth century (zusammen mit Ethel M. Turner).

- Unzählige Artikel für u. a.: The Englishwoman, Woman’s Leader, Fraser’s Magazine, National Review, Macmillan’s Magazine, Common Cause, Fortnightly Review, Nineteenth Century und Contemporary Review.

- Fawcett schrieb die Einleitung zu der 1891er Auflage von Mary Wollstonecrafts Buch A Vindication of the Rights of Woman.